# Powiat Ashikita
Powiat Ashikita (jap. 葦北郡 Ashikita-gun) – powiat w Japonii, w prefekturze Kumamoto. W 2024 roku liczył 18 389 mieszkańców.

## Miejscowości
- Ashikita
- Tsunagi